# Shoot-out (sport)
Een shoot-out is in sporten zoals hockey en ijshockey een serie vrije ballen om een in gelijkspel geëindigde wedstrijd te beslissen. In het voetbal spreekt men in zo'n geval van een strafschoppenserie.

## Hockey
In hockey nemen 5 spelers van beide teams om de beurt een shoot-out vanaf de 23 meterlijn recht tegenover het doel. De veldspeler neemt de bal en krijgt acht seconden om een doelpunt te maken (van binnen de cirkel). Maakt de keeper een onopzettelijke overtreding, dan wordt de shoot-out opnieuw gespeeld, bij een opzettelijke overtreding volgt een strafbal. Brengen de eerste tien shoot-outs geen winnaar, dan volgen er sudden death shoot-outs met dezelfde spelers. Het team dat de laatste reguliere shoot-out nam, neemt de eerste. Heeft een team een voorsprong genomen, bij een gelijk aantal genomen shoot-outs, dan heeft dat team gewonnen.